# أندرياس ماتيوس غاليانو
أندرياس ماتيوس غاليانو (بالمجرية: Gál András)‏ هو عالم حاسوب ومهندس مجري، ولد في 1976 في سيجد في المجر.